# Copa Aerosur del Sur 2010
La Copa Aerosur del Sur 2010 es la quinta y penúltima edición del Torneo de Verano de Fútbol Boliviano patrocinado por Aerosur.
Nuevamente este torneo se jugó con seis equipos. En esta edición no hubo ningún debutante. El torneo comenzó el domingo 4 de febrero de 2007 y finalizó el 8 de enero del mismo año.
La versión 2010 se realizó bajo la modalidad de Eliminación directa, y todos los partidos se jugaron en la sede elegida como la ciudad de Sucre.
En caso de empate en los 90 minutos se definió cada partido mediante lanzamiento desde el punto penal. Esta quinta versión tuvo un nuevo ganador del certamen, como fue el equipo de Guabira de Montero.
El campeón de la copa tendrá pasajes gratis en Aerosur para viajar a disputar sus partidos durante la temporada 2006 de la Liga de Fútbol Profesional Boliviano, mientras que el subcampeón tendrá un descuento de 70%. El resto de los participantes podrá acceder al 50% de descuento en los pasajes si aceptan llevar el logo de la aerolínea en su uniforme.

## Equipos participantes
| Equipo                 | Departamento |
| ---------------------- | ------------ |
| Universitario de Sucre | Sucre        |
| La Paz Fútbol Club     | La Paz       |
| San José               | Oruro        |
| Real Potosí            | Potosí       |
| Guabira                | Santa Cruz   |
| Real Mamoré            | Beni         |

## Primera Fase
| 30 de enero de 2010 15:00 | San José                                                          | 4:1 | La Paz Fútbol Club | Estadio Olímpico Patria, Sucre                                              |                                                                             |
|                           | Christian Díaz 40' y 54' Regis de Souza 57' Marcelo Guaymas 90+4' |     | 1' Fabricio Silva  | Asistencia: 3.000 espectadores espectadores Árbitro(s): José Jordán (Sucre) | Asistencia: 3.000 espectadores espectadores Árbitro(s): José Jordán (Sucre) |

| 30 de enero de 2010 17:00 | Real Potosí                | 2(2):(4)2 | Guabira                                    | Estadio Olímpico Patria, Sucre             |                                            |
|                           | Augusto Andaveris 4' y 23' |           | 89' Getulio Vaca Diez 90+3' Luis Cristaldo | Asistencia: ¿? espectadores Árbitro(s): ¿? | Asistencia: ¿? espectadores Árbitro(s): ¿? |

| 30 de enero de 2010 19:00 | Universitario de Sucre                                    | 3:1 | Real Mamoré           | Estadio Olímpico Patria, Sucre             |                                            |
|                           | Marvin Bejarano 11' Tobías Albarracín 64' Gustavo Paz 83' |     | 36' Martín Palavicini | Asistencia: ¿? espectadores Árbitro(s): ¿? | Asistencia: ¿? espectadores Árbitro(s): ¿? |

## Semifinales

### Semifinal 1
| 6 de febrero de 2010 15:30 | San José                                    | 3:4 | Real Potosí                                            | Estadio Olímpico Patria, Sucre             |                                            |
|                            | Regis de Souza 51' y 58' Christian Díaz 54' |     | 35' Gerardo Yecerotte 36', 75' y 81' Augusto Andaveris | Asistencia: ¿? espectadores Árbitro(s): ¿? | Asistencia: ¿? espectadores Árbitro(s): ¿? |

### Semifinal 2
| 6 de febrero de 2007 17:30 | Universitario de Sucre | 1:2 | Guabira                                   | Estadio Olímpico Patria, Sucre             |                                            |
|                            | Delio Ojeda 11'        |     | 3' Ricardo Verduguez 90' Franklin Becerra | Asistencia: ¿? espectadores Árbitro(s): ¿? | Asistencia: ¿? espectadores Árbitro(s): ¿? |

## Final
| 8 de febrero de 2010 20:00 | Real Potosí | 1:1 (4:5 p.)               | Guabira                                                                                          | Estadio Olímpico Patria, Sucre             |                                            |
|                            | Augusto Andaveris 67' |                            | 18' Gonzalo Acosta                                                                               | Asistencia: ¿? espectadores Árbitro(s): ¿? | Asistencia: ¿? espectadores Árbitro(s): ¿? |
|                            | | Tiros desde el punto penal |                                                                                                  |                                            |                                            |
|                            | Miguel Loaiza · Edemir Rodríguez · Helmut Gutiérrez · Cristian Ruiz · [https://www.transfermarkt.es/roberto-correa/profil/spieler/100499 |                            | Sergio Galarza · Aldo Paniagua · Matías Arce · Andrés Jiménez · Freddy Chispas · Michael Coimbra |                                            |                                            |

|                           |
| Campeón Guabira 1º título |